# Pseudocercidis rosae
Pseudocercidis rosae är en insektsart som beskrevs av Richards 1961. Pseudocercidis rosae ingår i släktet Pseudocercidis och familjen långrörsbladlöss. Inga underarter finns listade i Catalogue of Life.